# 宇都宮市立泉が丘小学校
宇都宮市立泉が丘小学校（うつのみやしりつ いずみがおかしょうがっこう）は、栃木県宇都宮市泉が丘7丁目にある公立小学校。

## 沿革
特記以外出典
- 1959年（昭和34年） - 宇都宮市立今泉小学校分教室として、1・2年生228人により授業開始[4]
- 1962年（昭和37年）4月1日 - 宇都宮市立泉が丘小学校開校、児童数745名、18学級[4]
- 1963年（昭和38年）2月18日 - 校旗・校歌制定。
- 1968年（昭和43年）11月21日 - 体育館兼講堂新築落成。
- 1970年（昭和45年）2月4日 - 管理校舎一棟新築落成。
- 1972年（昭和47年）4月1 児童数1,545名、38学級。
- 1973年（昭和48年）4月1日 - 宇都宮市立御幸小学校開校による学区変更で児童466名を同校へ分離[5]
- 1986年（昭和61年）7月24日 - プール改築工事完了。
- 1990年（平成2年）9月20日 - 校舎新築工事のため木造校舎（2階建3棟）解体。
- 1991年（平成3年）3月15日 - オープンスペースを有する4階建て校舎に改築。
- 1992年（平成4年）3月25日 - 学校図書室及び1階に地域コミュニティセンターの入った体育館が落成。
- 2004年（平成16年）4月1日 - 2学期制開始
- 2015年（平成27年）5月1日現在 児童数926名、18学級（特別支援学級を2学級含む）。

## 通学区域
- 宇都宮市
  - 泉が丘1丁目の一部、泉が丘2丁目 - 7丁目、今泉町の一部、越戸1丁目 - 4丁目、越戸町、中今泉4丁目の一部、中今泉5丁目の一部、中久保1丁目の一部、中久保2丁目の一部、平出工業団地の一部、平出町の一部、元今泉6丁目の一部、元今泉7丁目の一部[6]

## 交通
- JR宇都宮駅より北東方向に約1.8km
- 関東バス柳田車庫行き・平出工業団地行きで「泉が丘小学校入口」下車、バス停より約250m